# Prototype (videogioco)
Prototype è un videogioco in stile avventura dinamica a giocabilità aperta per le console Sony PlayStation 3, Microsoft Xbox 360 e il sistema operativo Microsoft Windows. Sviluppato da Radical Entertainment e pubblicato da Activision, il gioco è uscito il 12 giugno 2009 in Europa e il 9 giugno 2009 in America.

## Informazioni sul gioco
Il gioco ci porrà nei panni di Alex Mercer, un umano geneticamente mutato senza memoria del proprio passato, determinato a riacquistare i propri ricordi e capire cosa gli sia successo. Il protagonista si ritroverà in una New York del 2009 flagellata da una battaglia senza esclusione di colpi tra l'esercito americano ed un'imponente orda mutante, generata da un'epidemia di uno sconosciuto virus mutageno. Alex potrà fare conto su un'ampia gamma di poteri mutaforma, generati probabilmente dallo stesso virus che infesta le strade di New York, che lo renderanno in grado di mutare il proprio corpo sia per la difesa che per l'attacco.
Il videogioco fa del free roaming e della distruzione di massa i suoi punti chiave, promettendo un'azione frenetica e violenta grazie alle caratteristiche uniche di Alex. Il movimento, ispirato al parkour e coadiuvato dalle abilità mutanti del protagonista, permette al giocatore di muoversi liberamente per l'ampio scenario ed evitare agilmente ogni tipo di ostacolo, lasciandolo così libero di concentrarsi sul combattimento. Si avrà altresì la possibilità di scegliere se "ingannare o distruggere", ovvero se evitare lo scontro diretto e preferire un approccio più tattico e furtivo o di scatenare la potenza devastatrice di Alex su chiunque si pari di fronte a lui.
Gli sviluppatori hanno specificato che Alex Mercer non uccide gli infetti o i militari con lo scopo di salvare la città, ma unicamente per riottenere la memoria, agendo dunque unicamente per il proprio tornaconto; inoltre in uno dei ricordi che Alex potrà acquisire consumando un membro chiave della Trama degli Intrighi, un dottore, si scopre che Alex soffre di personalità maniaco-depressiva i cui sintomi sono "disprezzo psicopatico verso gli altri, visione narcisistica del mondo costellata da disordini ossessivi".

## Trama
Il protagonista, Alexander J. Mercer, si sveglia in un obitorio nello stabilimento della GENTEK Corporation, una grande e influente compagnia multinazionale di ingegneria genetica e biologia, con base a Manhattan. Solo e senza memoria, Alex scappa e cerca di recuperare i suoi ricordi per sapere cosa esattamente è successo. Viene però braccato da dei militari lavoranti per un'organizzazione sconosciuta. Affrontandoli, scopre di possedere potenti abilità mutaforma che gli permettono di aumentare velocità, forza, agilità e resistenza, e di "consumare" le persone per acquisire i loro ricordi, abilità e aspetto. Con nessun ricordo della sua vita precedente, Alex è costretto a consumare tutti coloro che sono legati alla cospirazione per scoprire la verità. Durante il suo viaggio, Alex affronta tre fazioni agguerrite e spietate: le forze militari statunitensi, tra cui i Marine; la BlackWatch, un'unità senza scrupoli di forze speciali di Fort Detrick dedicata al combattimento biologico, e gli Infetti, mutanti feroci creati da uno strano virus che si sta espandendo in tutta Manhattan seminando il panico assoluto. Il Capitano Robert Cross, un ufficiale BlackWatch, ha l'ordine specifico di trovare e catturare Alex, al quale è stato dato il nome in codice ZEUS.
Alex si mette in contatto con sua sorella, Dana Mercer, che lo assiste rintracciando per lui gli obiettivi che lo possono legare al proprio passato e guidandolo nell'infiltrazione nei quartier generali della GENTEK. Alex trova una giovane donna di nome Elizabeth Greene, contenuta in isolamento al livello 51 dell'edificio della multinazionale. Greene è portatrice ospite del virus, e una volta liberata per errore da Alex, il quale credeva che lei fosse la chiave di tutto, il virus si propaga su Manhattan. Dana dirige quindi Alex dalla dottoressa Karen Parker, la sua ex-ragazza. Ella accetta di aiutarlo a fermare il virus, ma invece lo conduce ad una trappola dentro un alveare infetto, dove viene affrontato da Cross. Dopo una lunga battaglia, che vede inizialmente Alex vittorioso, Cross inietta a quest'ultimo un parassita cancerogeno creato apposta in laboratorio, che minaccia di ucciderlo nutrendosi letteralmente della sua linfa vitale e sottraendogli poco alla volta i suoi poteri principali. Alex cerca così aiuto dal Dr. Ragland, un patologo legato alla GENTEK: Ragland lo aiuta a rimuovere il parassita e a trasformarlo in un'arma contro Greene. Tuttavia, quando i due si scontrano e Alex inietta il parassita su Greene, la sostanza viene rigettata dalla ragazza e si ricompone sotto forma del Cacciatore Supremo, un essere mostruoso che si scontra con Alex, il quale però, riesce apparentemente ad ucciderlo.
Con l'accrescere della cospirazione e con l'assistenza di un misterioso contatto che aiuta Alex, le origini del virus e di Elizabeth Greene vengono a galla: nel 1969 il governo effettuò dei test nella cittadina di Hope, in Idaho, su un virus che venne denominato "REDLIGHT", creato per colpire razze predeterminate e creare una nuova forma di vita. Il virus però mutò in qualcosa di più pericoloso, finendo col rendere l'intera popolazione infetta. Elizabeth Greene, all'epoca diciannovenne e incinta, fu la sola sopravvissuta; un'anomalia nella biologia del suo corpo accettò il virus, riscrivendo il suo codice genetico insieme a quello del figlio appena nato, ribattezzato PARIAH. La restante popolazione di Hope venne liquidata senza pietà dalla BlackWatch, Greene, ribattezzata col nome in codice MADRE, e PARIAH vennero tenuti in cattività e separati per ulteriori ricerche, più avanti in congiunzione con la GENTEK, ed Hope sparì definitivamente dalle carte geografiche in seguito ad un bombardamento nucleare.
Poco dopo Alex scopre anche il suo passato: la BlackWatch chiuse un progetto segreto della GENTEK (volto alla creazione di un nuovo virus partendo da alcuni ceppi di quello del '69 conservati dal governo) a causa di una fuga di notizie, e ordinò l'eliminazione di tutto il personale. Il dottore della GENTEK a capo del progetto, cioè proprio Alex, prese un campione del virus, nello specifico la variante DX-1118, chiamata BLACKLIGHT, come "assicurazione" personale. Alla fine, messo con le spalle al muro dagli agenti BlackWatch a Penn Station, in un gesto di disperazione e vendetta distrusse la fiala e rilasciò il virus. Venne prontamente ucciso dai soldati, e il suo corpo collassò sulla fiala rotta. Il virus quindi entrò fulmineamente nel corpo di Alex dai buchi delle pallottole, usando le sue cellule per preservare la sua esistenza e creare una nuova entità con abilità inumane. Viene successivamente scoperto che fu questo, e non la fuga della Greene, a causare l'infezione a Manhattan, che passò da Mercer al resto della popolazione. Svegliandosi poi nell'obitorio il clone del virus, ZEUS, si riteneva Alex Mercer.
Alex, sotto consiglio del suo contatto, pompa il nuovo agente biologico BLOODTOX (sostanza chimica creata per ucciderlo, a cui però Alex ha sviluppato l'immunità) nel sottosuolo di Times Square, nel tentativo di far emergere il virus nascosto in superficie, dove può essere combattuto direttamente, causando l'emersione di Elizabeth Greene come un'enorme mostruosità. Alex la combatte e Greene passa dalla sua forma mostruosa a quella umana una volta sconfitta, e viene consumata dal giovane. Attraverso i suoi ricordi egli apprende che il generale Peter Randall, a capo della BlackWatch, si sta preparando a porre fine alla vicenda e a contenere il virus distruggendo Manhattan con un dispositivo nucleare, proprio come successe 40 anni prima ad Hope. Il contatto, rivelatosi essere il capitano Cross, e Alex, si infiltrano sulla portaerei USS Ronald Reagan per fermarlo. Una volta a bordo, Alex uccide e consuma Randall; ma subito dopo Cross lo attacca, rivelandosi essere il Cacciatore Supremo, che essendo sopravvissuto al loro scontro precedente aveva consumato il vero Cross per avvicinarsi a Mercer, trasformandosi nel Cacciatore Supremo Ibrido. Il suo piano era quello di consumare Mercer a sua volta e diventare ancora più potente, e sopravvivere così all'esplosione imminente. Alex sconfigge per sempre il Cacciatore Supremo Ibrido e con un elicottero trasporta e getta la bomba nell'Atlantico, lontano dalla costa, dove esplode senza causare vittime; ma mentre sta tornando indietro, l'onda d'urto dell'esplosione colpisce l'elicottero, uccidendolo. I suoi resti volano fino in città dove si rigenerano dopo aver consumato un corvo, riportandolo in vita. Successivamente, egli riflette su ciò che è successo:
(Alex Mercer)
Durante i titoli di coda, viene rivelato che secondo l'opinione pubblica i militari sono coloro che hanno fermato l'infezione. Si sente poi il discorso di un senatore degli Stati Uniti, che dichiara ai media che gli eventi di Manhattan sono stati un caso di "terrorismo nucleare e biologico" e promette giustizia verso i responsabili.

## Poteri
Il giocatore può utilizzare diversi poteri nel gioco, che diverranno sempre più potenti con ogni corpo nemico assorbito; questi poteri sono suddivisi in 4 categorie: attacco, difesa, sensoriali e di camuffamento; inoltre, in alcune circostanze, è possibile eseguire altri attacchi chiamati "distruttori". Per recuperare energia si possono assorbire i militari, i civili, e gli infetti.
I poteri d'attacco comprendono: un'enorme lama (Blade) che sostituisce il braccio destro di Alex, capace di falciare i nemici e distruggere mezzi militari corazzati in un solo colpo; affilati artigli (Claws) per squarciare i nemici (possono inoltre fuoriuscire dal terreno almeno 5 volte più grandi per uccidere enormi gruppi di persone o distruggere carri armati); una frusta (Whipfist) per smembrare e afferrare da lontano i nemici e avvicinarsi rapidamente a mezzi utili; i pugni martello (Hammerfist) per distruggere con facilità i mezzi corazzati; un potenziamento della massa muscolare (Musclemass) che incrementa di molto la forza di attacchi e lanci di Alex. La maggior parte dei poteri consente di effettuare più mosse: i pugni martello, ad esempio, permettono di eseguire un attacco leggero e uno più lento ma potente.
La difesa comprende uno scudo (Shield), capace di difendere Alex da alcuni attacchi (quando si rompe si deve aspettare che si rigeneri) ed una corazza (Armored form) che modifica la biomassa di Alex e dimezza i danni subiti, a scapito però della sua agilità e velocità.
I poteri sensoriali permettono di usufruire della visione termica e della visione infetta. La termica, naturalmente, permette di individuare i nemici e vedere attraverso il fumo; la visione infetta, invece, permette di vedere tutto ciò di infetto, a partire da civili e soldati, alle cisterne.
Esistono tre attacchi, eseguibili tramite una "scarica adrenalinica", disponibile nel caso in cui la salute è molto bassa o molto elevata: l'Artiglio cimitero, che permette ad Alex di far uscire una cinquantina di artigli giganti dal terreno intorno a lui, e quindi di frammentare ogni cosa; il Caos tentacolare, che fa uscire dal corpo di Alex centinaia di tentacoli che oltrepasseranno i corpi o i veicoli dei nemici, bucandoli, così da disintegrarli; infine il Dolore estremo, simile a caos tentacolare, ma indirizzato verso di un unico bersaglio.
Questi tre attacchi, detti "Attacchi Distruttori" possiedono anche una versione aerea.

## Modalità di gioco
Il gioco non risulta essere basato solo sull'aggressività, ma è caratterizzato anche sul camuffamento, che consentirà di prendere le sembianze di una vittima e infiltrarsi dietro le linee nemiche. Per evitare il combattimento con i militari il gioco prevede la trasformazione istantanea in un soldato utilizzando l'assorbimento. Sotto le mentite spoglie di un militare è possibile ordinare un attacco aereo sui propri nemici; quando i militari sono in stato di allerta, è possibile camuffarsi da militare e accusare un altro al posto proprio, ingannando i militari e costringendoli ad attaccare il loro compagno.
Nel gioco sarà possibile rubare ai militari due tipi di veicoli, divisi in altrettanti tipi; gli elicotteri sono gli Apache (chiamati nel gioco "bombardieri") e dei Black Hawk (chiamati semplicemente "trasporti"), i mezzi terrestri invece sono i carri armati M1 Abrams (chiamati semplicemente carri), e M2 Bradley (chiamati APC). Come per l'utilizzo delle armi, i veicoli potranno essere pilotati solo dopo aver assorbito il soldato esperto nell'utilizzo dei suddetti veicoli.

### Multiplayer
Inizialmente era prevista una modalità multiplayer nel progetto originale, ma è stato poi accantonata per non renderla di minor qualità rispetto alla modalità a giocatore singolo.

## Accoglienza
La rivista Play Generation lo classificò come uno dei quattro migliori giochi ambientati a New York.

## Seguito
Ai Video Games Awards 2010, tenutosi a Los Angeles l'11 dicembre, Radical Entertainment ha confermato lo sviluppo di un seguito per Prototype intitolato Prototype 2, che ha visto la pubblicazione nel 2012 da parte di Activision.
Già da qualche giorno era stato lanciato, il 6 dicembre, il sito Murderyourmaker.com ("uccidi il tuo creatore"), registrato a nome di Activision che preannunciava la campagna di marketing virale per il seguito di Prototype. Il sito venne poi reindirizzato alla homepage di prototypegame.com dopo l'ufficializzazione al VGA's.
Venne inoltre pubblicato un primo trailer ufficiale che mostra come il nuovo protagonista della storia non sia più Alex Mercer, ma il sergente James Heller, che tornato dalla guerra oltreoceano vuole vendicarsi di Mercer quale artefice dell'infestazione di New York che gli ha portato via la famiglia e che ha contagiato pure lui.

## Fumetto
Ispirandosi al videogioco la DC Comics, nota azienda statunitense autrice di Batman e Superman, ha realizzato una collana a fumetti.